# غاريقون ساحلي
غاريقون ساحلي (الاسم العلمي:Agaricus litoralis) هو نوع من الفطريات يتبع جنس الغاريقون من الفصيلة الغاريقونية.